# Sung Yu-ri
Đây là một tên người Triều Tiên, họ là Sung.
Sung Yu-ri (tiếng Hàn: 성유리, sinh ngày 3 tháng 3 năm 1981) là một nữ diễn viên và ca sĩ người Hàn Quốc. Cô xuất hiện lần đầu xuất hiện trong làng giải trí vào năm 1998 với vai trò là một thành viên của một nhóm nhạc K-pop bây giờ không còn tồn tại là Fin.K.L. Sung chuyển hướng sang diễn xuất vào năm 2002, tham gia các bộ phim truyền hình như Thousand Years of Love (2003), The Snow Queen (2006), Hong Gil-dong (2008), và Feast of the Gods (2010).

## Tiểu sử
Sung sinh năm 1981 tại Tübingen, Baden-Wurmern, Cộng hòa Liên bang Đức. Cha của cô Sung Jong-hyun, một giáo sư thần học nổi tiếng tại Đại học Presbyterian College và Theological Seminary, đang học tại Tây Đức. Gia đình của Sung trở về Hàn Quốc khi cô ấy bốn tuổi và cô ấy lớn lên ở quận Gangdong, Seoul. Cô học trường tiểu học và trung học Myung, trường trung học Kwang Nam và tốt nghiệp Đại học Kyung Hee với chuyên ngành âm nhạc hiện đại năm 2005.

## Sự nghiệp
Khi Sung còn là học sinh trung học, cô bắt đầu sự nghiệp giải trí vào năm 1998 với tư cách là thành viên trẻ nhất của nhóm nhạc nữ Kpop gồm bốn thành viên Fin.K.L (viết tắt của "Fine Killing Liberty"), một trong những nhóm nhạc thần tượng đầu tiên của Hàn Quốc. Fin.KL nhanh chóng nổi tiếng, phát hành bốn album (Blue Rain (1998), White (1999), Now (2001), Eternity (2002)), và nhiều đĩa đơn, album hòa nhạc trực tiếp và album tổng hợp. Nhưng sau khi phát hành album thứ tư, Sung và các thành viên ban nhạc Ock Joo-hyun, Lee Hyori và Lee Jin bắt đầu hoạt động solo.
Sung xuất hiện với vai trò diễn viền lần đầu tiên vào năm 2002 với với vai phụ trong bộ phim truyền hình của đài SBS Bad Girls, và một năm sau đó, cô được chọn vào vai chính đầu tiên trong  Thousand Years of Love (2003) Sung đã học cưỡi ngựa và võ thuật trong vai trò là một công chúa Baekje, người du hành thời gian đến Hàn Quốc thời hiện đại. Tiếp theo là bộ phim hài lãng mạn First Love of a Royal Prince (2004), một phần được quay ở Nhật Bản và Bali, trong đó cô gái giao hàng bánh sandwich vui vẻ của Sung là một sự khởi đầu từ các nhân vật nữ tính trước đây của cô. Trong thời gian này, cô bị chỉ trích gay gắt vì diễn xuất.
Sung tốt nghiệp Đại học Kyung Hee vào tháng 2 năm 2005 với bằng Sân khấu và Điện ảnh; cô cũng nhận được một giải thưởng cho việc quảng bá trường cũ của mình. Sau một thời gian ngắn trở lại với âm nhạc thông qua đĩa đơn kỹ thuật số duy nhất của Fin.K.L vào cuối năm 2005, cô quyết định chỉ tập trung vào sự nghiệp diễn xuất của mình. Cùng với điều này, tất cả các thành viên Fin.K.L rời khỏi công ty DSP Entertainment và Sung đã gia nhập SidusHQ vào tháng 6 năm 2005. Năm 2006, cô đóng vai chính trong One Fine Day và The Snow Queen, tương ứng với các vai một đứa trẻ mồ côi được nhận nuôi bởi một người giàu có nhưng gia đình ngột ngạt, và một người thừa kế lạnh lùng với một căn bệnh nan y.
Sung tham gia vào bộ phim Giai thoại về Hong Gil Dong, cô đã chứng mìnnh tài năng diễn xuất thông qua bộ phim này. Ban đầu phía nhà sản xuất bị chỉ trích mạnh vì chọn cô làm nhân vật chính, nhưng họ vẫn chọn cô. Cuối cùng thì Sung cũng thu về trái ngọt, khi đã thu hút sự đón nhận tích cực từ khán giả.
Sau đó, Sung vào vai một nữ đạo diễn chương trình đầy tham vọng, trong bộ phim Chinh Phục Mặt Trời, một bộ phim hành động - lãng mạn có kinh phí lớn năm 2009 với các cảnh quay tại Las Vegas và Nam Phi. Cùng năm đó, cô cũng xuất hiện trong vai diễn chính đầu tiên trên màn ảnh rộng trong vai một người được nhận nuôi, người Mỹ gốc Hàn trở về quê hương để tìm kiếm mẹ ruột của mình trong phim Maybe (có tựa đề là Rabbit and Lizard bằng tiếng Hàn).
Năm 2011, Sung rời công ty SidusHQ và tham gia vào công ty King Kong Entertainment. Sau đó, cô đóng vai chính trong bộ phim Chuyện tình Osin, trong vai một cô giúp việc trúng số 14 tỷ won và giữ bí mật với tất cả mọi người. tiếp theo cô tham gia vào vai chính của bộ phim Người kế vị (2012), kể về cuộc chiến giữa hai đầu bếp cung đình và su phụ của họ. Sau đó Sung tiếp tục gặp lại nam  diễn viên Kang Ji-hwan từng đóng vai chính của bộ phim Giai thoại về Hong Gil Dong trong bộ phim Đặc vụ Catwalk, nội dung phim xoay quanh một thám tử giả danh làm người mẫu để điều tra về buôn bán ma túy.

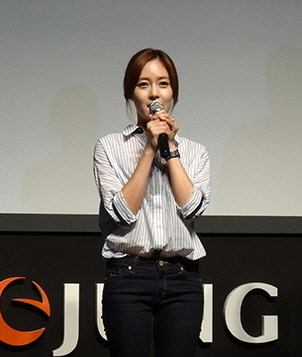
Sung Yu-ri vào năm 2013

Vào năm 2013, cô vào vai một thiên tài bị mất trí nhớ trong bộ phim Thân thế bí ẩn.. Và cô phát hành bộ phim do chính cô sản xuất là A Boy's Sister kể về sự đau buồn của cô chị gái sau khi em trai qua đời. Vào cuối năm cô thay thế Han Hye-jin, trở thành người dẫn chương trình của Healing Camp, Aren't You Happy.
Khi hợp đồng của Sung với King Kong Entertainment hết hạn vào tháng 1 năm 2014, cô đã ký hợp đồng với công ty Fantagio. Sau đó, cô xuất hiện trong bộ phim ngắn miễn phí Chorogi and the Stalker Guy chiếu tại Seoul International Extreme-Short Image & Film Festival lần thứ 6 (SESIFF). Sung tiếp tục tham gia bộ phim Summer Snow (2015), kể về nữ diva đổ gục trước người quản lý của mình.
Vào ngày 20 tháng 4 năm 2015, Sung Yuri đã ký hợp đồng độc quyền với SL Entertainment. Cô tiếp tục tham gia bộ phim trả thù kinh dị Monter.

## Đời tư
Cô đã kết hôn với tay golf Ahn Sung-hyun vào tháng 5 năm 2017 trong sự riêng tư, chứng kiến của người thân và gia đình. Họ đã hẹn hò 4 năm nhưng không hề tiết lộ cho tới khi họ thông báo kết hôn.

## Sự nghiệp diễn xuất

### Phim truyền hình
| Năm  | Tiêu dề                                          | Vai trò                   | Kênh    | Chú thích                         |
| ---- | ------------------------------------------------ | ------------------------- | ------- | --------------------------------- |
| 2002 | Bad Girls                                        | Han Yeol-mae              | SBS     |                                   |
| 2002 | My Platoon Leader                                | Lee Kang-hyun             | MBC     |                                   |
| 2003 | Chuyện tình vượt thời gianThousand Years of Love | Công chúa Buyeo Ju        | SBS     | [ 43 ]                            |
| 2003 | Naebang Naebang                                  | Lee Yoo-jung              | SayClub |                                   |
| 2004 | First Love of a Royal Prince                     | Kim Yu-bin                | MBC     | [ 44 ]                            |
| 2006 | One Fine Day                                     | Seo Ha-neul/Park Hae-won  | MBC     |                                   |
| 2006 | The Snow Queen                                   | Kim Bo-ra                 | KBS2    |                                   |
| 2008 | Hong Gil-dong                                    | Heo Yi-nok                | KBS2    | [ 45 ]                            |
| 2009 | Swallow the Sun                                  | Lee Soo-hyun              | SBS     | [ 46 ]                            |
| 2011 | Romance Town                                     | Noh Soon-geum             | KBS2    | [ 47 ] [ 48 ] [ 49 ]              |
| 2012 | Feast of the Gods                                | Go Joon-young             | MBC     | [ 7 ] [ 50 ] [ 51 ] [ 52 ] [ 53 ] |
| 2013 | The Secret of Birth                              | Jung Yi-hyun              | SBS     | [ 54 ] [ 55 ]                     |
| 2016 | Monster                                          | Oh Soo-yeon/Cha Jeong-eun | MBC     | [ 39 ] [ 40 ]                     |

### Phim
| Năm  | Tiêu đề                                  | Vai trò              | Chú thích                         |
| ---- | ---------------------------------------- | -------------------- | --------------------------------- |
| 2002 | Emergency Act 19                         | Fin.K.L (bit part)   |                                   |
| 2004 | How to Keep My Love                      | TV host (cameo)      |                                   |
| 2009 | Maybe (Rabbit and Lizard)                | May Smith/Won-sun    | [ 6 ] [ 56 ] [ 57 ] [ 58 ] [ 59 ] |
| 2012 | Runway Cop                               | Ko Young-jae         | [ 60 ] [ 61 ] [ 62 ] [ 63 ]       |
| 2013 | A Boy's Sister                           | Yoon-hee             | [ 64 ] [ 65 ]                     |
| 2014 | Chorogi and the Stalker Guy (short film) | Soo-bin's mother     | [ 66 ]                            |
| 2014 | The Disciple John Oak                    | Documentary narrator |                                   |
| 2015 | Summer Snow                              | Seo-jung             | [ 67 ] [ 68 ]                     |

### Chương trình khác
| Năm       | Tiêu đề                                    | Kênh        | Ghi chú              | Chú thích     |
| --------- | ------------------------------------------ | ----------- | -------------------- | ------------- |
| 2002-2003 | Section TV Entertainment                   | MBC         | Host                 |               |
| 2010      | Wanderers of Kalahari, Meerkat and Bushmen | MBC         | Documentary narrator |               |
| 2011      | Launch My Life: Sung Yu-ri's Bucket List   | OnStyle     |                      | [ 69 ] [ 70 ] |
| 2011      | Sweet Night with Yang Jung-a               | SBS Love FM | Guest DJ             | [ 71 ]        |
| 2013-2015 | Healing Camp, Aren't You Happy             | SBS         | Host                 | [ 72 ] [ 73 ] |

## Discography

### Fin.K.L
Hoạt động của Sung Yuri với Fin.K.L

### Nghệ sĩ solo
| Thông tin album | Danh sách đĩa đơn                                                                             |
| --- | --------------------------------------------------------------------------------------------- |
| 연인선언 (Lover's Declaration) - Artist: feat. Sung Yu-ri - Single - Released: ngày 19 tháng 8 năm 2010 - Label: Sony Music | Danh sách đĩa đơn 1. 연인선언 (Lover's Declaration) 2. 연인선언 (Lover's Declaration) (Inst.) |
| 한 사람 (One Person) - Artist: Sung Yu-ri - Single - Released: ngày 20 tháng 11 năm 2011 - Label: CJ E&M                    | Danh sách đĩa đơn 1. Forever 2. 한 사람 (One Person) 3. 한 사람 (One Person) (Inst.)          |